# Fédération spirite internationale
 (mai 2025).
La Fédération Spirite Internationale (F.S.I) en français, International Spiritualists' Federation (I.S.F) en anglais et Federacíon Espiritísta Internacional (F.E.I) en espagnol, est une association internationale créée en 1923 ayant pour but d'unifier les mouvements spirites et spiritualistes dans le monde.
Aujourd'hui, il s'agit d'une organisation internationale fédérant les organisations spiritualistes du type spiritualisme moderne, spirites, parapsychologiques,  avec un accent particulier sur celles basées dans des pays qui ne soutiennent pas le spiritualisme comme religion.

## Histoire

### La genèse
C'est d'abord lors du congrès international spirite de Barcelone en 1888 qu'émerge le besoin de fédéraliser le spiritisme à une échelle internationale. D'ailleurs, dès 1910, où le Bureau International du Spiritisme de Genève est également fondé, une première structure du nom de "La Fédération Spirite Internationale" sera annoncée au Journal Officiel, même si c'est bien à Liège que se dessinera la future institution.

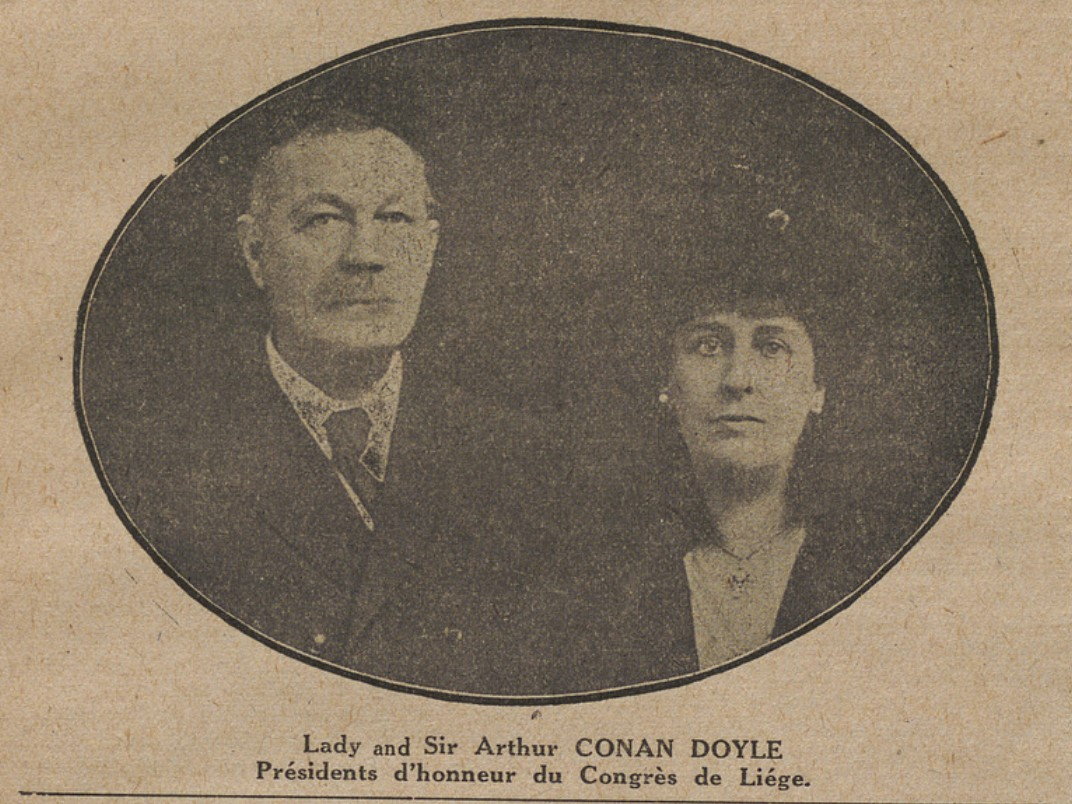
Lady et Sir Arthur Conan Doyle, présidents d'honneurs du Congrès de Liège, 1923

Il faudra attendre le premier Congrès Spirite Universel de Liverpool de 1912 pour qu'une commission mandatée par l'office genevois la fonde. Bien que ralentie par la Première Guerre mondiale, ses statuts seront rendus public au Premier Congrès Spirite International de Liège du 26 au 28 août 1923,. Il y est décidé de son installation à Paris, de son fonctionnement et de ses moyens de financement.
C'est le 24 août 1926 que ses statuts seront publiés au Journal Officiel, avec pour objet « [la] fraternité entre les spirites du monde entier, l'étude scientifique, philosophique, morale et religieuse du spiritisme, la diffusion des faits relatifs aux sciences psychiques, l'enseignement mutuel et pratique de la solidarité ».
À sa création, Jean Meyer proposant qu'elle soit domiciliée à la Maison des Spirites, l'organisation lémanaise est assimilée, à l'Office International des Relations Spirites, chargé des publications officielles dans (fr + es + en) Les Archives du spiritisme mondial, l'affiliant par la même occasion à l'Union des associations internationales.
La structure respectant certains points du comité central des vœux d'Allan Kardec, elle en fera aussi la promotion de ses ouvrages, comme au congrès de 1928.
Dans les éditions de la Revue Spirite de la première moitié du XXe siècle, il apparaît que la fédération englobe tant des fédérations d'églises spiritualistes américaines que des fédérations promouvant la doctrine d'Allan Kardec, comme dans les pays latino-américains, voire des groupes d'études métapsychiques. Dès l'année 1910, le Bureau International du Spiritisme informait déjà des différences entre les spirites de langues germaniques et romanes. Les uns se référant au point de vue de Duncan[Lequel ?] et les autres de Kardec.

### Les congrès spirites internationaux
C'est à l'occasion des congrès que des résolutions relatives à la définition du spiritisme et des choix d'actions à mener pour les années à venir sont prises. Aussi, il s'agit pour ses membres d'informer leurs consœurs des avancées dans leurs travaux, des difficultés et des dénouements de leurs actions.

#### Le Congrès de Paris en 1925
L'assemblée aura été particulièrement notable en raison de la présence et de la conférence de Sir Arthur Conan Doyle, par l'écho qui en aura été fait dans Le Petit Journal, Le Journal et Le Matin, de la présence de 37 délégations, de son adhésion, le 6 septembre, au Congrès universel pour la Paix et à l'Union Internationale des Sociétés de la Paix et, pour finir, une exposition d'arts spirite (photographies, sculptures, gravures, peintures, dessin, livres, manuscrits, etc). Un hymne spirite proposé par Pascal Forthuny sera choisi comme symbole,, même si la question d'un emblème aura été écartée.
En conclusion de ce rassemblement, le spiritisme est défini comme une philosophie reposant sur des données scientifiques ainsi que sur l'existence de Dieu et de l'âme reliée au corps par le périsprit, l'immortalité de l'âme en vue de son évolution par des stages de vie progressif, la responsabilité individuelle et collective entre tous les êtres vivants, cette définition sera complétée à chaque congrès. Il est à noter que l'avant-dernier point était sujet à des désaccords entre les spirites anglais et français ; les premiers considérant que la réincarnation n'avait pas lieu, alors que pour les seconds oui . De plus, cet évènement aura été l'occasion de préciser les rapprochements et les différences existantes entre les spirites qui considèrent l'intelligence à la source des phénomènes comme provenant des défunts, et les métapsychistes pour qui elle ne serait due qu'à une force inconnue.

#### Le Congrès de Londres en 1928

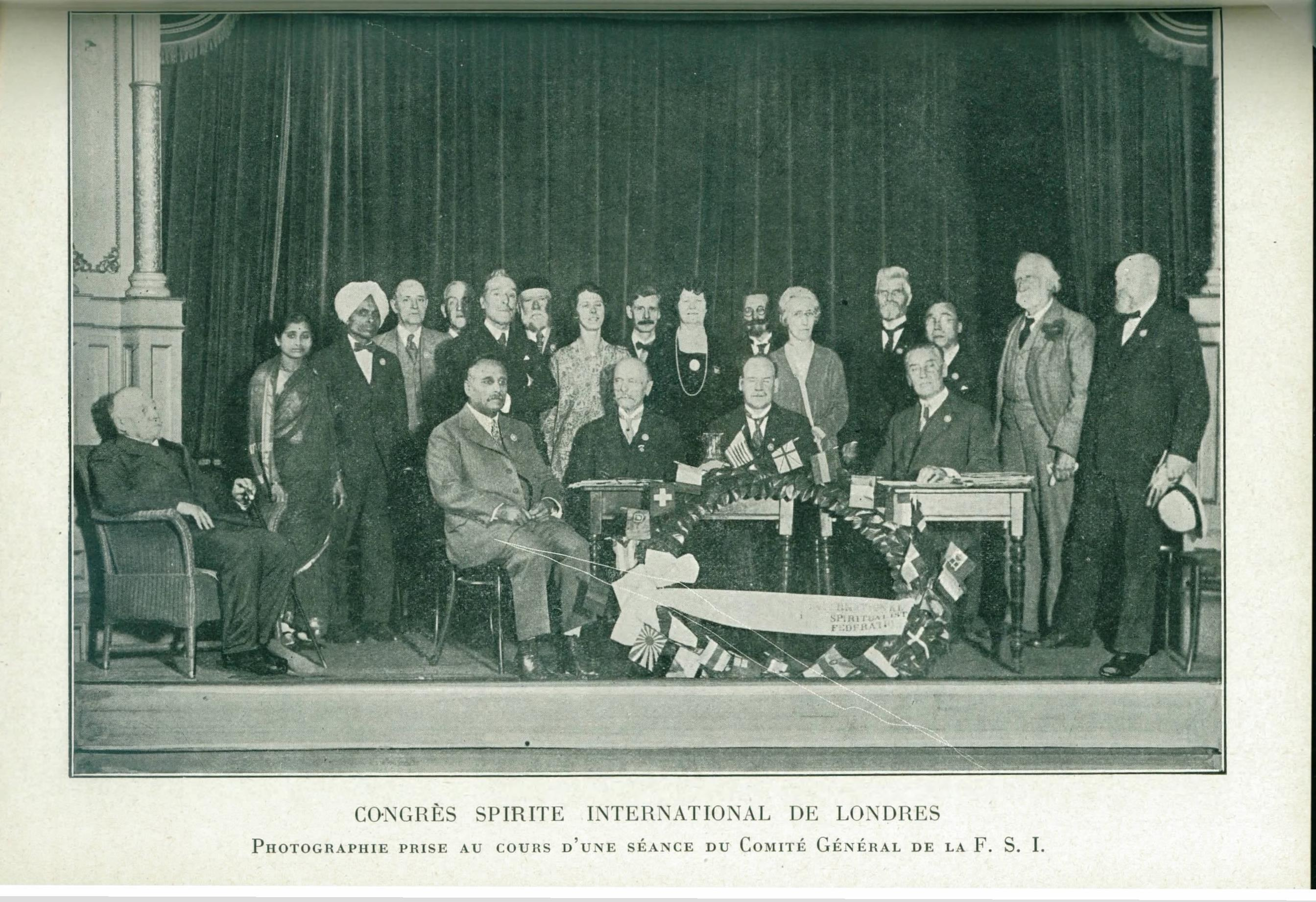
Photo des délégués à Londres, 1928

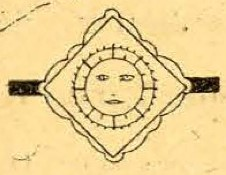
Insigne de la F.S.I. dès 1931, dans la Revue Spirite d'avril 1932

Ce congrès aura été l'occasion pour les spirites francophones et anglophones de s'accorder sur les questions de réincarnation, comme étant la continuité de la « conscience individuelle », terme rejeté en 1925 au profit de l'« âme », après la vie présente, ainsi que des conditions légales d'exercice de la médiumnité guérissante et des questions de protection juridique des médiums.

#### Le Congrès de La Haye en 1931
L'assemblée s'accorde pour que les fédérations nationales participent à l'instruction et à l'élaboration de la recherche métapsychique, en particulier sur les questions de médiumnité guérissante, développer un catéchisme spirite sur le modèle des organisations anglo-saxonnes et latino-américaines, accepter l'adhésion de l'Association nationale spiritualiste des États-Unis (en), militer pour le désarmement et la paix universelle et l'adoption d'un insigne.

#### Le Congrès de Barcelone en 1934
Cinquante ans après le Congrès universel de 1888 se tenait le quatrième congrès de la FSI, du 1er au 10 septembre 1934 ; un mois avant la grève générale révolutionnaire de 1934 qui surviendra en Catalogne et un mois après la création du Troisième Reich allemand. Le contexte politique et économique de l'époque transparaît dans ce que disent les intervenants.
Hubert Forestier, alors président de la FSI, et le professeur Asmara, président d'honneur du congrès, interpelleront l'assemblée sur les conséquences des inimitiées et des guerres qu'engendrent les nationalismes et sur une orientation à donner au spiritisme sur ces questions d'un point de vue moral et social. Le congrès proposant que soit développé le concept de « spiritualisme dialectique ».

#### Le Congrès de Glasgow en 1937
Lors de cette manifestation, qui se tint du 4 au 10 septembre, 27 délégations de différents pays étaient venus, dont 14 d'organisations membres de la FSI. Elle se distinguera des précédentes éditions par un débat mettant en évidence le nombre de britanniques acquis à l'idée de la réincarnation, alors encore en débat entre les spirites et les spiritualistes moderne anglo-saxons. Aussi, seuls deux commissions, l'une Scientifique et l'autre Philosophique, seront mandatés. De plus, à sa clotûre, il ne fut décidé d'aucun pays pour la tenue d'un septième congrès.
À la veille de la Seconde Guerre Mondiale, le spiritisme sera définit en ces termes : « Le Spiritisme est une philosophie qui repose sur des données scientifiques précises, et dont les principes fondamentaux sont ainsi énoncés : 1° Existence de Dieu, intelligence et cause suprême de toutes choses. 2° Existence de l'âme, reliée pendant la vie terrestre au corps physique périssable par un élément intermédiaire appelé périsprit ou corps éthérique. 3° Immortalité de l'âme ; son évolution continuelle vers la perfection par des stades de vie progressifs. 4° Possibilité de communication par la médiumnité, entre le monde visible et l'invisible, soit entre les vivants et les morts. 5° Responsabilité individuelle et collective entre tous les êtres, suivant la loi de causalité. »

### L'après guerre
Durant la Seconde Guerre Mondiale, les travaux de la fédération sont arrêtés. La Maison des Spirites est réquisitionnée dès l'Occupation, saccagée, de nombreux documents sont détruits. Durant la guerre, la fédération spirite argentine projette de former la confédération spirite panaméricaine qu'elle fonde au mois d'octobre 1946 avec l'aide des fédérations du Brésil, Chili, Cuba, Équateur, États-Unis, Honduras, Mexique, Porto Rico et Uruguay,.
Ce dynamisme sur le continent américain finit par traverser l'Atlantique. En août 1947, la Spiritualists' National Union (en) invite à Bournemouth les organisations scandinaves, du Canada, de l'Afrique du Sud, de l'Autriche, de la France, de la Belgique, de l'Italie, de la Grèce et de la Finlande, dans le but de remettre leurs fédérations sur pied. L'Union spirite française fera remarquer dans son organe de presse qu'une nouvelle étape est franchie pour « reconstruire [le] Spiritisme comme force internationale dans le monde d'après-guerre ».
Un an plus tard, c'est à Londres que se tient le VIIe Congrès Spirite International, trente nations y sont représentées. Pour permettre la rencontre et l'adhésion d'organisations non-spirites, tel que les caodaïstes, des groupes d'études métapsychiques et des Églises spiritualistes.
Bien que la majorité des membres continuent de se réclamer et de se référer à la doctrine spirite d'Allan Kardec, le spiritisme y est seulement redéfinit à l'aulne de la survivance de l'âme et de la communion des esprits avec les vivants. Là où l'amélioration morale et les réincarnations successives en sont des concepts consubstantiels, les questions de « philosophie » et de « charité » sont laissées à l'appréciation des adeptes,.
De plus, les bureaux de la FSI déménagent dans la capitale anglaise où d'éminents membres de la fédération britannique occuperont des postes clés, publiant un nouveau bulletin fédéral, cette fois-ci anglophone, Yours Fraternally,, qui connaîtra certaines traductions en français dans les années 1950.
Cette concorde spiritualiste ne dure qu'un temps. La Confédération spirite panaméricaine (CEPA) qui défend  un spiritisme laïc (devenue en 2016 CEPA - Association Spirite Internationale) finit par quitter la FSI dans la seconde moitié du XXe siècle. La FSI finissant par représenter principalement des Églises spiritualistes modernes. En 1992, au lieu de se rapprocher de la FSI, des spirites défendant un spiritisme religieux fonderont le Conseil Spirite International.

## Fonctions actuelles
Elle étudie et promeut la compréhension des phénomènes psychiques d'un point de vue scientifique et philosophique, en reconnaissant l'existence d'une force de vie créatrice, l'existence d'un lien spirituel entre toutes les formes de vie et la survie de la mort physique par l'esprit humain individuel ; faire connaître la philosophie et les phénomènes spirites/spiritualistes tout en reconnaissant les différences d'interprétation dans les différents pays en raison de facteurs culturels. La Fédération compterait des membres dans presque 35 pays.
Chaque année, elle parraine la « Semaine fraternelle » consacrée à l'enseignement spirituel, aux expériences, à la relaxation, aux conférences, aux cours et aux séminaires ; elle organise des équipes d'enseignement pour visiter divers pays afin d'élever les normes en matière de guérison spirituelle et de présentation des philosophies spiritualistes ; et gère un forum scientifique pour encourager la recherche sur la médiumnité, la guérison et la philosophie spirituelle.